# Марі-Купта (Сернурський район)
Марі́-Купта́ (рос. Мари-Купта, марій. Купто) — присілок у складі Сернурського району Марій Ел, Росія. Входить до складу Верхньокугенерського сільського поселення.

## Населення
Населення — 5 осіб (2010; 6 у 2002).
Національний склад (станом на 2002 рік):
- марі — 100 %